# Planet of the Symbiotes
Planet of the Symbiotes (с англ. — «Планета симбиотов») — сюжетная линия комиксов о Человеке-пауке, опубликованная издательством Marvel Comics в 1995 году. Сюжет, рассказывающий о вторжении на Землю армии симбиотов и противостоянии им Человека-паука, Эдди Брока и Алого Паука, охватывает пять Super Special #1 изданий, доступных в то время: The Amazing Spider-Man, Spider-Man, The Spectacular Spider-Man, Venom и Web of Spider-Man. Сюжет также является продолжением опубликованного в 1994 году Venom: Separation Anxiety, где Эдди Брока посещают сомнения насчёт того, кто контролирует их симбиотические отношения с Веномом, которые также дают ему сверхспособности.

## Сюжет
Сюжет начинается с того, что Эдди Брок размышляет о том, способен ли он контролировать Венома, после того, как он узнал об аналогичной проблеме у Крика, Агонии, Фэйджа, Лэшера и Бунта. Во время объединения с Человеком-пауком против террористической группировки, Брок понимает, что Веном подталкивает его к убийству. Вникнув в проблемы Брока, Человек-паук пытается убедить его отказаться от симбиота, сказав, что это влияет на здравость его решений. Эдди не без усилий освобождается от Венома, и тот, будучи в ярости из-за того, что его отвергли, телепатически вызывает на Землю огромный корабль, полный симбиотов.
Симбиоты начинают сливаться с обычными людьми, заставляя их совершать убийства. Эдди Брок, чувствуя свою вину, снова объединяется с Человеком-пауком и Беном Рейли для проведения расследования. Они узнают, что симбиоты извлекают из Земли компоненты, нужные им для создания неизвестного устройства. Троица нападает на симбиотов, но попадает в плен, а Бен Рейли даёт согласие на ношение симбиота. Их телепортируют на планету, уже захваченную симбиотами. Симбиот, слившийся с Беном Рейли, сообщает, что его цель — изменить привычную историю своего вида и добиться скрещивания с другими расами, чтобы начать чувствовать эмоции, а Веном выступает за то, чтобы сблизиться с носителем, а не брать над ним верх, но тем не менее, не отступятся от своего намерения завоевать Землю. Они телепортируются обратно за Землю, где выпускают Клетуса Кэседи. Симбиот атакует его, и Клетус снова становится носителем Карнажа. Карнаж поглощает одного из симбиотов и понимает, что в результате этого становится сильнее. Пока Карнаж поглощает огромное количество симбиотов, увеличиваясь в размерах, Человек-паук ищет способ убить его. В это время Веном решает, что если не остановит Карнажа, то погибнет сам, и при помощи своих телепатических способностей, которые помогли ему вызвать корабль, решает самостоятельно уничтожить собственную армию. Он внушает симбиотам боль и отчаяние и те совершают самоубийство. Веном решает, что ему достаточно быть и Броком, и симбиотом.

## Персонажи
- Питер Паркер / Человек-паук
- Бен Рейли / Алый паук
- Эдди Брок / Веном
- Клетус Кэседи / Карнаж
- Веном (симбиот)
- Карнаж (симбиот)
- Крик (симбиот)
- Лэшер (симбиот)
- Бунт (симбиот)
- Фэйдж (симбиот)
- Агония (симбиот)
- Капитан Америка (симбиот)
- Человек-факел (камео)
- Мэри Джейн Уотсон Паркер (камео)
- Гибрид (симбиот)

## Вне комиксов
- «Планета симбиотов» и «Веном: Смертоносный защитник» послужили основным источником вдохновения для фильма «Веном» (2018)[7].